# 短褶毛蚌
短褶矛蚌（学名：Lanceolaria grayana）为蚌科矛蚌属的动物，俗名盐条子、长蚌。分布于俄罗斯、日本、越南以及中国大陆的黑龙江、河北、山东、安徽、江苏、浙江、江西、湖北、湖南等地，多栖息于泥底或泥沙底的湖泊、河流及池塘内。